# Chanal (Mexique)
Pour les articles homonymes, voir Chanal.
Chanal est une municipalité du Chiapas, au Mexique. Elle couvre une superficie de 295,6 km2 et compte 12 181 habitants en 2015.